# Högne
Högne fue un caudillo vikingo, rey gauta de Östergötland, Suecia que aparece en diversas fuentes medievales escandinavas y sagas nórdicas. Pertenecía a la dinastía de los Ylfing.

## Heimskringla
El escaldo islandés Snorri Sturluson menciona al rey de Östergötland, que tenía dos hijos llamados, el varón llamado Hildur y una hija llamada Hilda que casó con Granmar, rey de Södermanland. Cuando el infame Ingjald quemó en vida a casi todos los caudillos suecos, Högne y Granmar defendieron sus reinos con éxito. Snorri afirma que Högne y su hijo Hildur organizaban a menudo incursiones a las provincias suecas matando a todos los hombres de Ingjald que podían y que gobernó su reino hasta el fin de sus días.

## Saga Volsunga
Los reyes  Högne y Granmar también se mencionan en la saga Volsunga; aquí Högne tiene dos hijos, Bragi y Dag, y una hija llamada Sigrun que estaba prometida con el hijo de Granmar, Hothbrodd. Pero Sigrun tiene un pretendiente, Helgi Hundingsbane quien ataca a Granmar. Helgi mata a Högne, Bragi, Dag y a los hijos de Granmar, Hothbrodd, Gudmund y Starkad.